# Гёкдель, Йылмаз
Йылмаз Гёкдель (тур. Yılmaz Gökdel; 20 февраля 1940, Стамбул — 4 ноября 2019) — турецкий футболист и тренер. В качестве футболиста известен своими выступлениями за «Галатасарай» в конце 1960-х годов и сборную Турции. Будучи тренером, работал со множеством турецких клубов (в некоторые из них возвращался), молодёжной и главной сборной Турции.

## Карьера игрока

### Клубная карьера
В возрасте 16 лет Йылмаз Гёкдель присоединился к клубу «Сулейманиеспор». Затем он представлял клубы «Сарыер» и «Бейкоз». В составе последнего 26 августа 1959 Гёкдель дебютировал в новообразованной Национальной лиге, выйдя в основном составе в гостевом матче с «Галатасараем». Спустя два месяца он забил свой гол в лиге, отметившись в гостевом поединке против «Вефы».
16 января 1964 года Йылмаз Гёкдель перешёл в «Галатасарай», за который выступал до 1970 года, за исключением сезона 1968/1969, в котором представлял стамбульскую «Вефу».

### Карьера в сборной
20 декабря 1964 года Йылмаз Гёкдель дебютировал в составе сборной Турции, выйдя в основном составе в домашнем товарищеском матче с Болгарией. Всего за национальную сборную он провёл 5 игр в период с конца 1964 по 9 октября 1965 года. Четыре из них прошли в рамках отборочного турнира чемпионата мира 1966.

## Тренерская карьера
По окончании игровой карьеры Йылмаз Гёкдель работал в «Галатасарае» помощником главного тренера и тренером молодёжной команды клуба. Успехи на этом поприще сподвигли его возглавить «Малатьяспор» в 1976 году, затем он тренировал «Конья Имданюрду» в 1977—1978 годах. В сезоне 1979/80 Гёкдель впервые руководил клубом в Первой лиге, «Газиантепспором». В следующем сезоне он возглавлял команду Второй лиги «Анкарагюджю», которую привёл к победе в Кубке Турции. На пути к трофею она одолела «Бешикташ» в 1/4 финала и «Фенербахче» в 1/2 финала, а в финале по сумме двух матчей оказалась сильнее «Болуспора». «Анкарагюджю» — единственный представитель не главной лиги Турции, выигравший Кубок Турции.
Затем Гёкдель на протяжении 1980-х и начала 1990-х годов руководил целым рядом клубов турецкой Первой лиги: «Коджаэлиспор», «Антальяспор», «Диярбакырспор», «Бурсаспор», «Самсунспор» и «Газиантепспор», а также командами Второй лиги.
В 1984 он был главным тренером молодёжной сборной Турции. В конце того же года — начале следующего Гёкдель руководил и основной национальной командой, которая при нём провела три матча: два товарищеских и один в рамках отборочного турнира чемпионата мира 1986, закончившийся гостевым поражением от Румынии со счётом 0:3.

## Достижения

### В качестве игрока
«Галатасарай»
- Обладатель Кубка Турции (3): 1963/64, 1964/65, 1965/66
- Обладатель Кубка президента Турции (1): 1966

### В качестве тренера
«Анкарагюджю»
- Обладатель Кубка Турции (1): 1980/81
- Обладатель Кубка президента Турции (1): 1981